# چوآ چو کانگ
چوآ چو کانگ (به انگلیسی: Choa Chu Kang) یک ناحیهٔ شهری در کشور سنگاپور است که در سرشماری سال ۲۰۱۰ میلادی، ۱۷۳٬۲۹۱ نفر جمعیت داشته‌است.